# Potrero Grande (Costa Rica)
Potrero Grande es un distrito del cantón de Buenos Aires, en la provincia de Puntarenas, de Costa Rica.

## Geografía
Potrero Grande cuenta con un área de 626,7 km² y una altitud media de 177 m s. n. m.

## Demografía
Para el año 2022, Potrero Grande cuenta con una población estimada de 7450 habitantes, y para el último censo efectuado, en 2011, Potrero Grande contaba con una población de 5956 habitantes.

## Localidades
- Barrios: Alto La Cruz.
- Poblados: Alto Tigre, Ángeles, Boca Limón, Brazos de Oro, Cabagra (parte), Campo Alegre, Capri, Caracol, Caracucho, Clavera, Colegallo, Copal, Coto Brus (parte), Cuesta Marañones, Delicias, Garrote, Guácimo, Guaria, Helechales, Jabillo, Jorón, Juntas, Lucha, Maravilla, Mesas, Mirador, Montelimar, Mosca, Palmira, Paso Real, Peje, Pita, Platanillal, Quijada, Río Coto, San Antonio, San Carlos, San Rafael de Cabagra, Santa Cecilia, Singri, Tablas, Tamarindo, Térraba, Tres Colinas, Tierras Negras, Volcancito, Vueltas.

## Historia
Potrero Grande de Buenos Aires es una comunidad cuyos primeros habitantes llegaron de Chiriquí, Panamá, a principios del siglo XX, en busca de tierras aptas para la ganadería y empujados por la crisis política que vivía su país en esos tiempos. 
“Historia y Tradición en Potrero Grande: Un pueblo costarricense de origen chiricano panameño”, del antropólogo José Luis Amador Matamoros contiene aspectos relacionados con las vivencias y modos de vida cultural de las familias chiricanas.

## Transporte

### Carreteras
Al distrito lo atraviesan las siguientes rutas nacionales de carretera:
- Ruta nacional 2
- Ruta nacional 237
- Ruta nacional 246
- Ruta nacional 625